# Orgue de Gerhard Grenzing
L'Orgue de Gerhard Grenzing és un instrument destinat a funció didàctica i investigadora. Fou construït pels tallers Gerhard Grenzing al 2002.
Com a petita descripció de característiques, és un orgue d'estudi de dos teclats manuals de 56 notes i un teclat de pedal de 30.
Hi ha poca informació sobre aquest orgue, i una virtualització feta per en Pere Casulleras.